# ラングランズ・シャヒーディの方法
数学では、ラングランズ・シャヒーディの方法(Langlands–Shahidi method)は、数体の上の連結簡約群から発生する多くの場合、発生する保型形式のL-函数を定義することの意味を与える。このラングランズ・シャヒーディの方法は、一般線型群のカスプ形式のもつ保型表現がランキン・セルバーグの積を意味していることにある。ラングランズ・シャヒーディの方法は、局所係数の理論を開発し、このことがアイゼンシュタイン級数を通して大域理論へ繋がっていて、結果として得られるの L-函数は、重要な函数等式を含む多くの解析的性質を満たす。

## 局所係数
設定は、局所体 F 上に定義された連結で準分岐的簡約群 G と、レヴィ部分群(Levi subgroup)を持っていることを考える。例えば、G = Gl はランク l の古典群(classical group)で、最大レヴィ部分群は GL(m) × Gn の形をしているものを考える。ここに Gn はランクが n の古典群で、Gl, l = m + n と同じ形をしているとする。フェイドゥーン・シャヒーディ(F. Shahidi)は、M(F) の既約表現の局所係数の理論を開発した。 表現から放物的に得られる表現の相互作用の理論とペアとなっているウィタッカーモデル(Whittaker model)の一意性のおかげで、局所係数は定義される。
アイゼンシュタイン級数におけるロバート・ラングランズ(Robert Langlands)の理論の汎函数方程式に現れる大域相互作用素は、局所相互作用の積として分解することができる。M が最大レヴィ部分群のとき、局所係数は適切に選択されたアイゼンシュタイン級数のフーリエ係数から出てきて、部分的なL-函数の積を意味する汎函数方程式を満たす。

## 局所因子と函数等式
まず最初は、大域的カスプ表現の粗い函数等式 {\displaystyle \pi =\otimes '\pi _{v}} を、部分的なL-函数とγ-因子の個別の函数等式へと精密化することである。
{\displaystyle L^{S}(s,\pi ,r_{i})=\prod _{v\in S}\gamma _{i}(s,\pi _{v},\psi _{v})L^{S}(1-s,{\tilde {\pi }},r_{i}).}
詳細はテクニカルであり、s を複素変数、S を S 以外の v では不分岐で値 {\displaystyle \pi _{v}} となる（基礎となる大域体の）座(place)の有限集合とし、{\displaystyle r=\oplus r_{i}} を G のラングランズ双対群の行列式が 1 の部分群の複素リー代数で、M 上の随伴作用とする。G が特殊線型群 SL(2) であり、M = T が対角行列の最大トーラスのとき、π はヘッケ量指標(Größencharakter)で、対応する γ-因子は、テイト論文の局所因子である。
γ-因子は函数等式での役割と局所性質の中での役割により、双曲的な導出の観点(parabolic induction)からは多重度として一意に特徴付けられる。それらは、v をアルキメデス的局所体を与える、もしくは、非アルキメデス的で {\displaystyle \pi _{v}} が M(F) の不分岐主系列表現の成分であるとき、アルティンのL-函数とアルティンの根との関係を意味する。従って、局所 L-函数と根 ε{\displaystyle (s,\pi _{v},r_{i,v},\psi _{v})} は、どこでも定義でき、p-進群のラングランズの分類より {\displaystyle v\in S} を意味する。函数等式は、
{\displaystyle L(s,\pi ,r_{i})=\epsilon (s,\pi ,r_{i})L(1-s,{\tilde {\pi }},r_{i})}
の形をしている。ここに {\displaystyle L(s,\pi ,r_{i})} と {\displaystyle \epsilon (s,\pi ,r_{i})} は完備化された大域的L-函数と根である。

## 保型L-函数の例
- {\displaystyle L(s,\pi _{1}\times \pi _{2})},  GL(m) のカスプ的保型表現の {\displaystyle \pi _{1}} や {\displaystyle \pi _{2}} のランキン・セルバーグのL-函数。
- {\displaystyle L(s,\tau \times \pi )}, ここの τ は GL(m) のカスプ的保型表現であり、π は古典群 G の大域的なカスプ的保型表現の生成子である。
- {\displaystyle L(s,\tau ,r)}, ここの τ は前に定義したもので、r は対象二乗、拡張された二乗、もしくは GL(n) の双対群の浅井表現である。

ラングランズ・シャヒーディのL-函数(Langlands–Shahidi L-functions)の全リスト は、準分解群 G や最大レヴィ部分群 M には依存しない。特に、随伴作用 {\displaystyle r=\oplus r_{i}} の分解はディンキン図形(Dynkin diagram)を使い分類される。アイゼンシュタイン級数の理論を使った最初の保型L-函数の研究は、ラングランズのオイラー積(Euler Products、論文のタイトル) で、保型表現がどこでも不分岐であるという前提を設けている。ラングランズ・シャヒーディの方法がもたらしたことは、ウィタッカーモデルの存在を要求すること以外には M の表現について他の条件なしで、L-函数と根を定義したことである。

## L-函数の解析的性質
大域的L-函数は、素晴らしい性質を持っていると言われている。 もし、条件
1. {\displaystyle L(s,\pi ,r),\ L(s,{\tilde {\pi }},r)\ } が複素変数 s の整函数へ拡張される。
2. {\displaystyle L(s,\pi ,r),\ L(s,{\tilde {\pi }},r)\ } 垂直な帯状領域に境界を持つ。
3. (Functional Equation) {\displaystyle L(s,\pi ,r)=\epsilon (s,\pi ,r)L(1-s,{\tilde {\pi }},r)}.

を満たすと、ラングランズ・シャヒーディのL-函数は函数等式を満たす。垂直な帯状領域での境界の研究の前進は、ゲルバート(S. S. Gelbart)とシャヒーディ(F. Shahidi)によりもたらされた。 さらに、高次で分岐する指標によるツイストを考慮して、ラングランズ・シャヒーディのL-函数は、完全函数となる。
他の結果としては、L-函数が 0 にならないことである。一般線型群のランキン・セルバーグの積により、{\displaystyle L(1+it,\pi _{1}\times \pi _{2})} が任意の実数 t に対して 0 にはならない。

## 函手性と p-進群の表現論への応用
- 古典群の函手性(Functoriality for the classical groups)： 古典群のカスプ的な大域的保型表現は、GL(N) へのラングランズ函手性リフトを持っている。[10] ここの N は古典群に依存している。従って、ルオ(W. Luo)、ルドニック(Z. Rudnick)、サルナック(P. Sarnak)[11] 数体上の GL(N) のラマヌジャン境界は、古典群の一般化されたラマヌジャン予想の非自明な境界である。

- GL(2) の対称べき(Symmetric powers for GL(2))： GL(2) のカスプ的保型表現のべきである対称三次べき、対称四次べきの函手正の証明[12]は、ラングランズ・シャヒーティの方法によって可能となった。高次の対称べきの証明への前進は、GL(2) の保型カスプ形式のラマヌジャン・ピーターソン予想の最良な境界を導出している。

- p-進群の表現(Representations of p-adic groups)： （プランシュレル公式の）ハリシュ-チャンドラ（英語版）(Harish-Chandra)の μ 函数や p-進簡約群の補系列への応用が可能となっている。例えば、GL(n) は、古典群 G のジーゲルのレヴィ部分群として現れる。π は p-進数の体 F 上の FL(n, F) の滑らかな既約な分岐を持つスーパーカスプ表現で {\displaystyle I(\pi )=I(0,\pi )} が既約であれば、

1. {\displaystyle I(s,\pi )} が既約で、0 < s < 1 に対して、補系列である。
2. {\displaystyle I(1,\pi )} は被約であり、一意に非スーパーカスプ的離散離散系列の部分表現である。
3. {\displaystyle I(s,\pi )} は既約で、s > 1 に対して補系列にはならない。

ここに、{\displaystyle I(s,\pi )} は次のユニタリ双曲な導出によって得られる。
- G = SO(2n) もしくは、U(n+1, n) のときは、{\displaystyle \pi \otimes |\det |^{s}}
- G = SO(2n + 1) もしくは、U(n, n) のときは、{\displaystyle \pi \otimes |\det |^{s/2}}